# Франк Теміле
Франк Темі́ле (англ. Frank Temile; * 15 липня 1990, Лагос, Нігерія) — нігерійський футболіст, півзахисник мальтійської «Сліми Вондерерс».

## Біографія
Починав займатися футболом в Лагосі в команді «Саншайн Старз». Потім у Нігерії виступав за «Шутінг Старз». Також запрошувався грати за збірну Нігерії U-17.

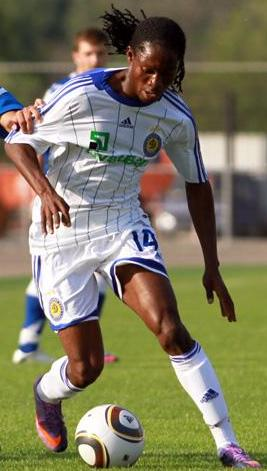
Франк Теміле під час виступів за «Динамо» (Київ). 2010 рік

На Мальту переїхав у вересні 2006 року. Спочатку виступав за юнацьку команду «Валетти». В основному складі дебютував 4 листопада 2007 року в матчі «Валлетта» — «Сліма Вондерерс» (2:1). За відгуками мальтійські фахівців, саме гарна гра Франка Теміле багато в чому дозволила «Валетті» стати чемпіоном Мальти в сезоні 2007/2008, вперше за сім років. Теміле грав у «Валетті» під номером 14.
За підсумками сезону 2007/2008 був визнаний найкращим у чемпіонаті Мальти в трьох номінаціях: як найкращий форвард, найкращий легіонер, найперспективніший молодий гравець. Але, як говорить сам Франк, велика заслуга в цих нагородах головного тренера «Валетти» Пола Замміта, який постійно підтримував Темілле — навіть в той період часу на старті сезону, коли він не міг грати.
З «Динамо» (Київ) Теміле підписав п'ятирічний контракт 6 липня 2008 року. Крім «Динамо», Теміле міг опинитися у деяких німецьких клубах, а також у норвезькому «Русенборзі». Його агентом є Генрі Екезіе.
Дебютував за киян Теміле 23 травня 2009 року в матчі Української Прем'єр-ліги проти ФК «Львів», проте здебільшого виступав за другу та молодіжну команду «Динамо».
Протягом сезону 2011—12 років на правах оренди захищав кольори «Олександрії», проте дуже рідко потрапляв до заявки команді і після завершення оренди повернувся в «Динамо-2».
Влітку 2013 року на правах вільного агента перейшов до мальтійської «Біркіркари»

## Особисте життя
Теміле — сирота. Його мати померла, коли йому було 3 роки, а батька він втратив в 11-річному віці. У 16-річному віці Теміле вирушив на Мальту, де був прийнятий сім'єю Гаучі.
Його дядько — Клемент Теміле — грав за збірну Нігерії і є батьком гравця збірної Ізраїлю Тото Тамуза. Його брат Омоніго Теміле під час виступів за софійський «Левскі» в червні 2004 року розглядався як можливий кандидат на перехід у київське «Динамо».

## Досягнення

### Клубні
- Чемпіон Мальти: 2007/08
- Чемпіон України: 2008/09
- Володар Кубка Мальти: 2016/17
- Володар Суперкубка Мальти: 2013

### Індивідуальні
- Найкращий форвард чемпіонату Мальти: 2007/2008
- Найкращий легіонер чемпіонату Мальти: 2007/2008
- Найперспективніший молодий гравець чемпіонату Мальти: 2007/2008